# Marwari (Händlergruppe)
Marwari ist eine aus dem Volk der Marwari entstammende Gemeinschaft von Händlern.

## Begriff
Der Terminus Marwari bezeichnet eine Gruppe von Menschen, die ursprünglich aus der Jodhpur-Region in Rajasthan stammen und die Sprache Marwari sprechen. Einzelne Untergruppen, wie die Oswals, migrierten von Rajasthan in andere Gebiete Indiens und wurden dort als Marwari bekannt.

## Geschichte
Einige der Marwari-Gruppierungen lebten in den wüstennahen Regionen um Jodhpur an der Schnittstelle der Handelsrouten zwischen dem Mogulreich und dem Safavidenreich. Die Marwari-Gruppe der Oswals trat im als Banker in den Gebieten des Mogulreiches hervor und dienten den Mogulherrschern in verschiedenen Ämtern am Hof. Das bekannteste Beispiel hierfür war Todar Mal, einer der Minister des Mogulherrschers Akbar. Sie besaßen teilweise eigene Ländereien und nahmen in wenigen Fällen auch an Schlachten teil. Sie dienten ebenfalls in den rajputanischen Vasallenstaaten des Mogulreiches als Beamte am Hof der jeweiligen Herrscher.
Mit der Expansion des Mogulreiches um 1600 in den Osten Indiens zogen einige Marwaris in die neueroberten bengalischen Gebiete, wo sie sich Bankgeschäften und dem Handel mit Textilien widmeten.
Der Zusammenbruch des Mogulreiches brachte zu Beginn des 18. Jahrhunderts die Handelsrouten der Marwaris unter Druck. Verschiedene Marwari-Gruppen migrierten im Verlauf des 18. Jahrhunderts in die Staaten von Indore und Hyderabad. und gründeten dort eigene Firmen. Als auch diese Staaten aufgrund ihrer mangelnden Befähigung, die Handelsrouten der Marwaris zu schützen, für diese unattraktiv wurde, migrierten einige Marwaris ab 1800 in die britisch beherrschten Gebiete Indiens.